# El Mamut Traçut
El Mamut Traçut és un segell discogràfic independent amb seu a Sant Joan de Vilatorrada.
Forma part de Hidden Track Records, una aliança de 14 segells petits per a donar-se suport i assessorament mutus, centrada en els processos d'edició discogràfica, que inclouen la fabricació, la distribució i la promoció.
Capitanejat per Maurici Ribera i Elena Matas, des del 2007 edita material del “sotabosc” català i compilacions amb cançons de formacions d'arreu del món. Ha publicat discos de Zoo, La Nena Samsó, Estruç, Lluís Paloma, Les Atxes, Enthz, Bateman206, Bonelli, Els Visitants, Sam Destral, The Missing Leech, Mad'zelle i El Sistema Suec, entre d'altres.
També va organitzar el festival Gorg Màgic a Barcelona el 2015.